# Râul Mureș între Lipova și Păuliș
Râul Mureș între Lipova și Păuliș este o arie protejată (arie specială de conservare — SAC, sit de importanță comunitară — SCI) din România, desemnată în scopul protejării biodiversității și menținerii într-o stare de conservare favorabilă a florei spontane și faunei sălbatice, precum și a habitatelor naturale de interes comunitar aflate în arealul zonei de protecție. Aceasta se întinde pe o suprafață de 608,6 ha, integral pe uscat.

## Localizare
Centrul sitului Râul Mureș între Lipova și Păuliș este situat la coordonatele 46°05′24″N 21°38′40″E / 46.090028°N 21.644508°E. Situl se întinde pe teritoriile administrative ale comunelor Păuliș și Zăbrani; și pe cel al orașului Lipova din județul Arad.

## Înființare
Situl Râul Mureș între Lipova și Păuliș a fost declarat sit de importanță comunitară  (ROSCI0370) în septembrie 2011 pentru a proteja 20 de specii de animale. Situl a fost protejat și ca arie specială de conservare  (ROSAC0370) în mai 2022.

## Biodiversitate
Situată în ecoregiunea panonică, aria protejată conține 2 habitate naturale: Păduri mixte riverane de Quercus robur, Ulmus laevis și Ulmus minor, Fraxinus excelsior sau Fraxinus angustifolia, de-a lungul marilor râuri (Ulmenion minoris), Galerii de Salix alba și de Populus alba.
La baza desemnării sitului se află mai multe specii protejate:
- amfibieni (4): buhai de baltă cu burtă roșie (Bombina bombina), izvoraș-cu-burta-galbenă (Bombina variegata), triton cu creastă (Triturus cristatus), tritonul comun transilvănean (Triturus vulgaris ampelensis)
- mamifere (5): castor (Castor fiber), vidră de râu (Lutra lutra), liliac comun (Myotis myotis), liliacul mic cu potcoavă (Rhinolophus hipposideros), popândău (Spermophilus citellus)
- pești (10): avat (Aspius aspius), zvârlugă (Cobitis taenia Complex), Gymnocephalus baloni, răspăr (Gymnocephalus schraetzer), sabiță (Pelecus cultratus), boarță (Rhodeus amarus), porcușor de nisip (Romanogobio kesslerii), porcușor de șes (Romanogobio vladykovi), câră (Sabanejewia balcanica), pietrar (Zingel zingel)
- reptile (1): țestoasa de baltă (Emys orbicularis)